# Freddie Hicks
Freddie George Hicks (ca. 1900 - Union Mills, 19 juni 1931) was een Brits motorcoureur. In 1929 werd hij Europees kampioen in de 350cc-zijspanklasse. 

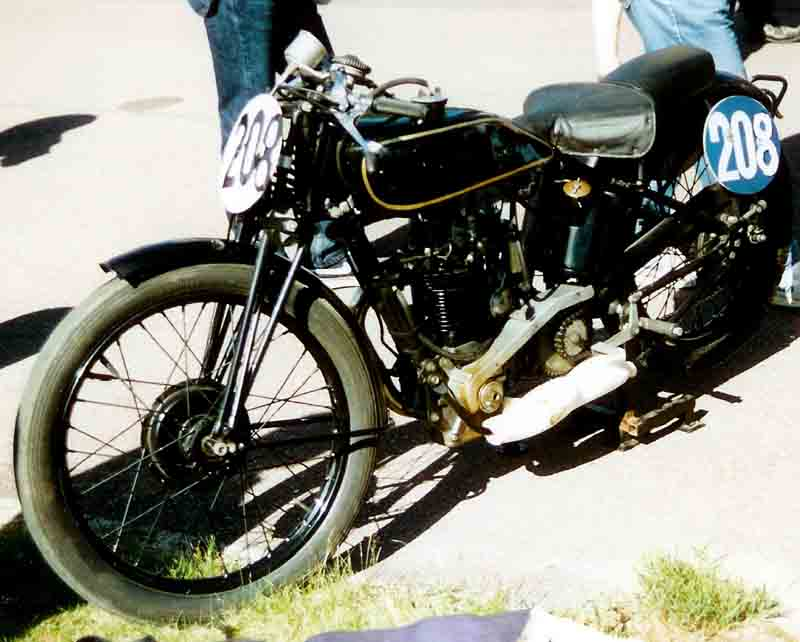
Velocette KTT Mk I uit 1929

Freddie Hicks begon in de jaren twintig met motorfietsen te racen. Hij debuteerde met Velocette in 1928 in de Isle of Man TT met een vijfde plaats in de 350cc-Junior TT. In het jaar 1929 was hij bijzonder succesvol: hij won de Junior TT met een nieuw ronderecord en een nieuw racerecord, de 350cc-races van de TT van Assen en de Grand Prix van de IMF en de 350cc-zijspanrace van de Grand Prix van de FICM, waardoor hij in die klasse Europees kampioen werd. In 1930 stapte hij over naar het merk AJS, waar hij vooralsnog weinig succes mee had. Pas in 1931 won hij de 500cc-klasse van de GP des Nations op Monza. 
Op 19 juni 1931 kwam Freddie Hicks tijdens de Senior TT ten val in Union Mills. Hij reed op dat moment op de vierde plaats, in achtervolging op de Norton CS1-rijders Percy "Tim" Hunt, Jimmie Guthrie en Stanley Woods. Hij raakte zodanig gewond dat hij ter plaatse overleed. Hij was 30 jaar oud en liet zijn echtgenote Eva Rosalie achter.
Freddie Hicks werd begraven op het kerkhof van St James the Great in de wijk Shirley in Solihull. Daar staat een klein monumentje dat bestaat uit een stenen helm en twee gekruiste, stenen handschoenen.

## Isle of Man TT resultaten
| Jaar | Klasse    | Motorfiets         | Plaats |                                   | Winnaar |
| ---- | --------- | ------------------ | ------ | --------------------------------- | ------- |
| 1928 | Junior TT | Velocette KSS Mk I | 5e     | Alec Bennett, Velocette KSS Mk I  |         |
| 1929 | Junior TT | Velocette KTT Mk I | 1e     | Freddie Hicks, Velocette KTT Mk I |         |
| 1929 | Senior TT | Velocette KTT Mk I | 6e     | Charlie Dodson, Sunbeam           |         |
| 1930 | Junior TT | AJS R7             | DNF    | Henry Tyrell-Smith, Rudge Ulster  |         |
| 1931 | Junior TT | AJS S7             | DNF    | Percy "Tim" Hunt, Norton CJ1      |         |
| 1931 | Senior TT | AJS                | DNF    | Percy "Tim" Hunt, Norton CS1      |         |